# شنود (مجموعه تلویزیونی)
شنود یا وایر (به انگلیسی: The Wire) یک مجموعه تلویزیونی جنایی-درام آمریکایی است که در داخل و اطراف بالتیمور مریلند تنظیم و تولید و توسط نویسنده و خبرنگار سابق پلیس دیوید سیمون نوشته شده‌است. نخستین قسمت این مجموعه در تاریخ 3ژوئن ۲۰۰۲ از شبکه اچ‌بی‌او پخش شد و در تاریخ ۹ مارس ۲۰۰۸ در پنج فصل و ۶۰ قسمت به پایان رسید.
هر فصل از وایر جنبه‌های مختلف شهر بالتیمور را معرفی می‌کند که شامل تجارت غیرقانونی مواد مخدر، سیستم مدرسه، رسانه‌های خبری و ... می‌شود. با توجه به رتبه‌بندی عالی توسط بینندگان هرگز برنده جوایز بزرگ تلویزیون نشد. وایر توسط بسیاری از منتقدان به عنوان یکی از بزرگترین سریال‌های تلویزیونی در تمام دوران توصیف شده‌است.

## بازیگران و عوامل صحنه
سریال «The Wire» از طیف گسترده‌ای از بازیگران استفاده می‌کند که با حضور چندین‌باره‌ٔ ستارگان مهمان در نقش‌های مختلف و سناریوهای مختلف در سریال، این گروه بازیگران تکمیل می‌شود. اکثریت بازیگران این سریال سیاه‌پوست هستند که به درستی آمار جمعیتی شهر بالتیمور را منعکس می‌کند.

## بازخوردها

### نظر منتقدان
تمام فصل‌های سریال «شنود» نقدهای مثبتی از منتقدان تلویزیونی برجسته دریافت کرده‌اند. به ویژه فصل‌های دوم تا پنجم که تحسین جهانی را به دنبال داشتند و برخی از منتقدان آن را بهترین برنامه‌های معاصر و یکی از بهترین مجموعه‌های درام تمام دوران نامیده‌اند. فصل اول نیز اکثراً نقدهای مثبتی را در پی داشت.

## اپیزودها
فصل اول

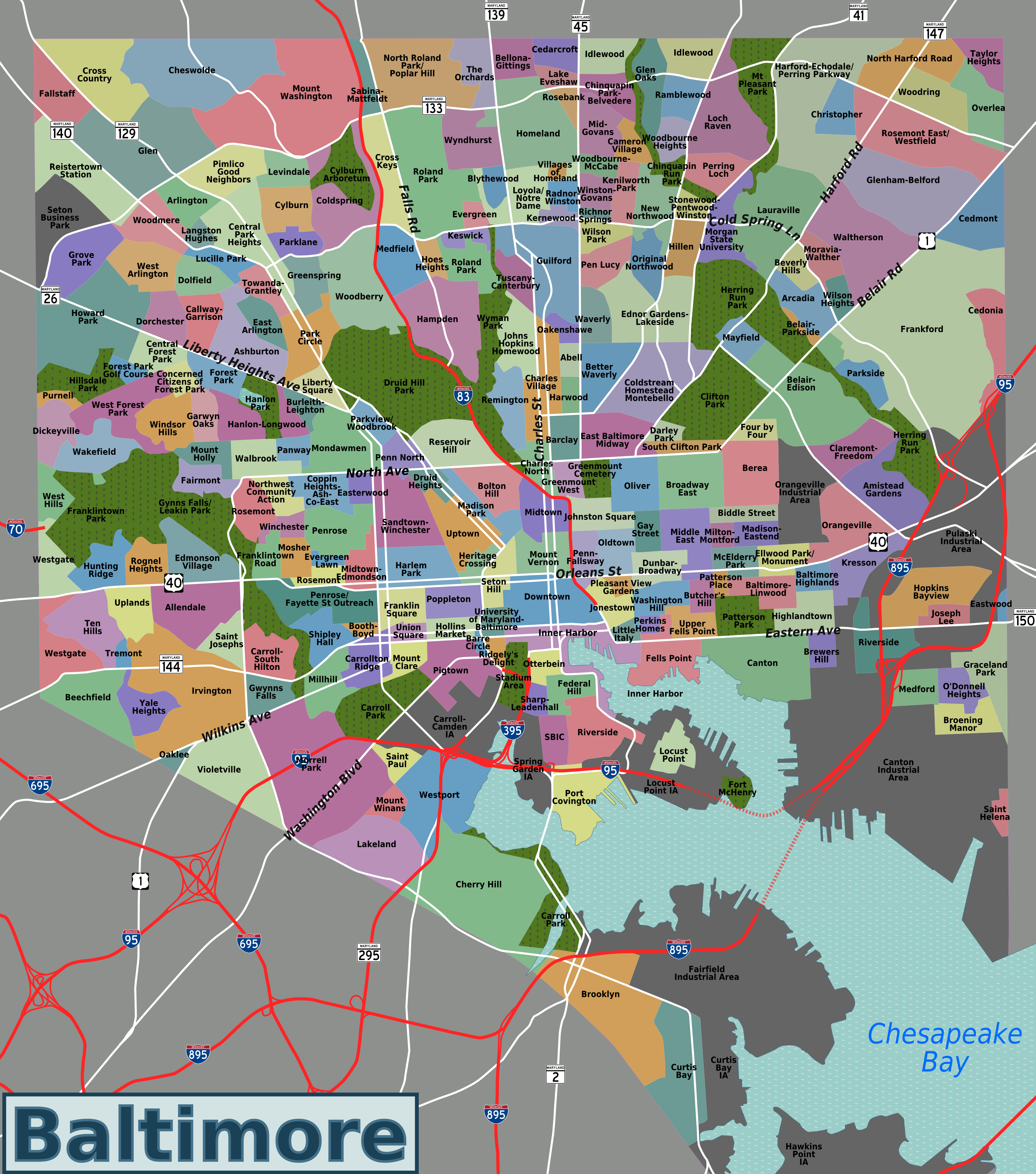
A map of Baltimore and its neighborhoods

در فصل اول، این سریال حول دو گروه اصلی از شخصیت‌ها، دپارتمان پلیس بالتیمور و تشکیلات خرید و فروش مواد مخدر با مدیریت خانواده بارکزدیل پرداخته و اتفاقاتی را که بین این دو گروه پیش می‌آید، به نمایش می‌گذارد. این فصل شامل ۱۳ قسمت است.
به دنبال تغییر نظر یک شاهد کلیدی هنگام محاکمه دی‌آنجلو بارکزدل که باعث تبرئه‌شدن او از اتهام قتل می‌گردد، تحقیقات شروع می‌شود. کاراگاه جیمی مک‌نالتی به‌طورمحرمانه با قاضی دانیل فیلان ملاقات می‌کند. مک‌نالتی به فیلان می‌گوید که به احتمال زیاد، شاهد توسط باند بزرگ قاچاق و خریدوفروش مواد مخدر که توسط عموی دی‌آنجلو، ایوان بارکزدیل مدیریت می‌شود، مورد تهدید و تطمیع قرار گرفته‌است.

## برای مطالعهٔ بیشتر
- Sherryl Vint, The Wire. Wayne State University Press 2013, ISBN 978-0-8143-3590-1
- Tiffany Potter (ed.), C. W. Marshall (ed.): The Wire: Urban Decay and American Television. Continuum international Publishing Group 2009, ISBN 978-0-8264-3804-1
- Rafael Alvarez: The Wire: Truth Be Told. Simon & Schuster 2004, ISBN 0-7434-9732-5
- Brian G. Rose: The Wire. In: Gary Richard Edgerton (ed.), Jeffrey P. Jones (ed.): The Essential HBO Reader. University of Kentucky Press 2008, ISBN 978-0-8131-2452-0, pp. 82–91 (online copy, p. 82, در گوگل بوکس)
- Peter Dreier, John Atlas: The Wire – Bush-Era Fable about America's Urban Poor?. City & Community Volume 8, Issue 3, pp. 329–340, سپتامبر ۲۰۰۹ (online copy)
- Helena Sheehan, Sheamus Sweeney: The Wire and the World: Narrative and Metanarrative. Jump Cut, 51 (Spring 2009), ISSN 0146-5546 (online copy)
- Play or Get Played – Exclusive interviews with David Simon and cast members.
- Ten Thousand Bullets – An interview with جورج پلکانوس.
- George Pelecanos on The Wire and D.C. pulp fiction – A supplement to "Ten Thousand Bullets."
- "The Rhetoric of The Wire" Movie: A Journal of Film Criticism, No.1, 2010
- Gang and Drug-Related Homicide: Baltimore's Successful Enforcement Strategy بایگانی‌شده  در ۱۳ ژوئن ۲۰۰۶ توسط Wayback Machine – Ed Burns discusses some of the investigations and individuals which inspired The Wire.
- A collection of interviews with Wire cast members – Interviews include مایکل کی ویلیامز، لنس ردیک، رابرت ویسدم، بنگا آکینابه، ایسایا ویتلک جونیور and more.
- Reason Magazine Interview with Ed Burns – The Wire co-creator talks about how Baltimore inspires and informs The Wire, and opinions on the "War on Drugs" from his and other co-creators' experiences.
- The New Yorker Profiles David Simon – A long profile article about دیوید سیمون with info about season five as well as his next project.
- Maxim Interrogates the Makers and Stars of The Wire بایگانی‌شده  در ۲۴ ژوئن ۲۰۱۲ توسط Wayback Machine – A large 2012 interview with David Simon, Ed Burns, other crew, and most of the principal cast members.
- Bill Moyers Journal: David Simon (on The Wire) part 1 در یوتیوب، part 2 در یوتیوب